# Tennysonia stellata
Tennysonia stellata är en mossdjursart som beskrevs av Busk 1875. Tennysonia stellata ingår i släktet Tennysonia och familjen Tubuliporidae. Inga underarter finns listade i Catalogue of Life.